# تینی پینگ ها رو بگیر!
تینی پینگ‌ها رو بگیر! یا کچ! تینی پینگ (به انگلیسی: Catch! Teenieping) (به کره‌ای: 캐치! 티니핑، Kaechi! Tiniping) یک انیمیشن سریالی محصول کره جنوبی می‌باشد که توسط اس‌ای‌ام‌جی اینترتینمنت تولید شده است. اولین فصل این سریال در ۱۹ مارس سال ۲۰۲۰ در کی‌بی‌اس۲ پخش شد. فصل دوم سریال نیز تحت عنوان توینکل کچ! تینی پینگ (به کره‌ای: 반짝반짝 캐치! 티니핑) از ۲۲ سپتامبر سال ۲۰۲۱ تاکنون در جی‌ئی‌آی تی‌وی درحال پخش می‌باشد.

## شخصیت‌ها
- رومی (로미)
- کایل (카일)